# Grote groene sabelsprinkhaan
De grote groene sabelsprinkhaan (Tettigonia viridissima) is een insect uit de familie van de sabelsprinkhanen (Tettigoniidae) en de onderfamilie Tettigoniinae. Deze soort wordt ook wel gewoon als groene sabelsprinkhaan benoemd en abusievelijk wordt de wetenschappelijke naam weleens als Tettigonia viridis geschreven.

## Beschrijving
De lichaamskleur is groen, meestal zonder vlekken, soms komen geheel gele exemplaren voor. Op het midden van de rug loopt een bruine streep, van boven op het halsschild tot de vleugelbasis, en de achterpoten zijn ongeveer twee keer zo lang als de andere twee paar. De twee voelsprieten zijn even lang als het lichaam. De totale lengte ligt ongeveer rond de 8 centimeter, waarvan de vleugels of de legbuis ongeveer de helft bepalen. Het mannetje wordt exclusief vleugels 28 tot 34 millimeter lang, het vrouwtje 27 tot 38 millimeter.
Bij het mannetje zijn de vleugels langer, maar deze heeft geen legbuis. Deze iets gekromde en zijdelings afgeplatte legbuis, vandaar de naam sabelsprinkhaan, wordt onterecht nog weleens aangezien voor een angel, maar geen enkele sabelsprinkhaan kan ermee steken. Mannetjes hebben relatief lange, naar achteren wijzende cerci. 
Het verschil met de wrattenbijter (Decticus verrucivorus) is dat de legbuis in tegenstelling tot laatst genoemde soort naar onder gekromd is, ook heeft een wrattenbijter onder andere kleinere vleugels en een meer gedrongen lichaam.

## Leefwijze
De grote groene sabelsprinkhaan is een goede springer, die ook kan vliegen bij verstoring of gevaar. Eigenlijk is het eerder wegzweven, want de afstand bedraagt nooit verder dan een tiental meters en er is altijd een sprong nodig om van de grond te komen. De mannetjes 'zingen' door de voorvleugels langs elkaar te wrijven, en zijn van half juni tot en met oktober (soms nog begin november) te horen van drie uur in de middag tot drie uur 's nachts. Het geluid is zeer luid en goed te horen tot een afstand van 100 meter. 

### Levenscyclus
De vrouwtjes zetten rond september de eitjes af die met de legbuis of ovipositor, in schorsspleten of in de bodem worden gebracht. De nimfen komen in de lente uit het ei, na te hebben overwinterd. De jonge groene sabelsprinkhanen blijven de eerste vervellingen nog in de lagere begroeiing omdat ze nog niet kunnen vliegen. Pas als ze volwassen worden rond eind juni wordt wat meer op bomen en hogere planten gekropen om beter te kunnen jagen en te zonnen.

## Voedsel
Hoewel veel sprinkhanen als schadelijk worden gezien, is deze soort vrij nuttig. Het voedsel bestaat voornamelijk uit andere insecten die op planten leven, prooien worden met de stekelige voorpoten gegrepen en door de sterke kaken aan stukjes geknipt. Ook wordt soms wel aan planten zoals jonge scheuten, bladeren en gras geknaagd maar insecten, waaronder andere sprinkhanen, vormen het belangrijkste voedsel.

## Voorkomen
Deze sabelsprinkhaan komt wijdverspreid voor in Europa, Azië en Noord-Afrika op bouw- en weidegronden.

## Afbeeldingen en geluid

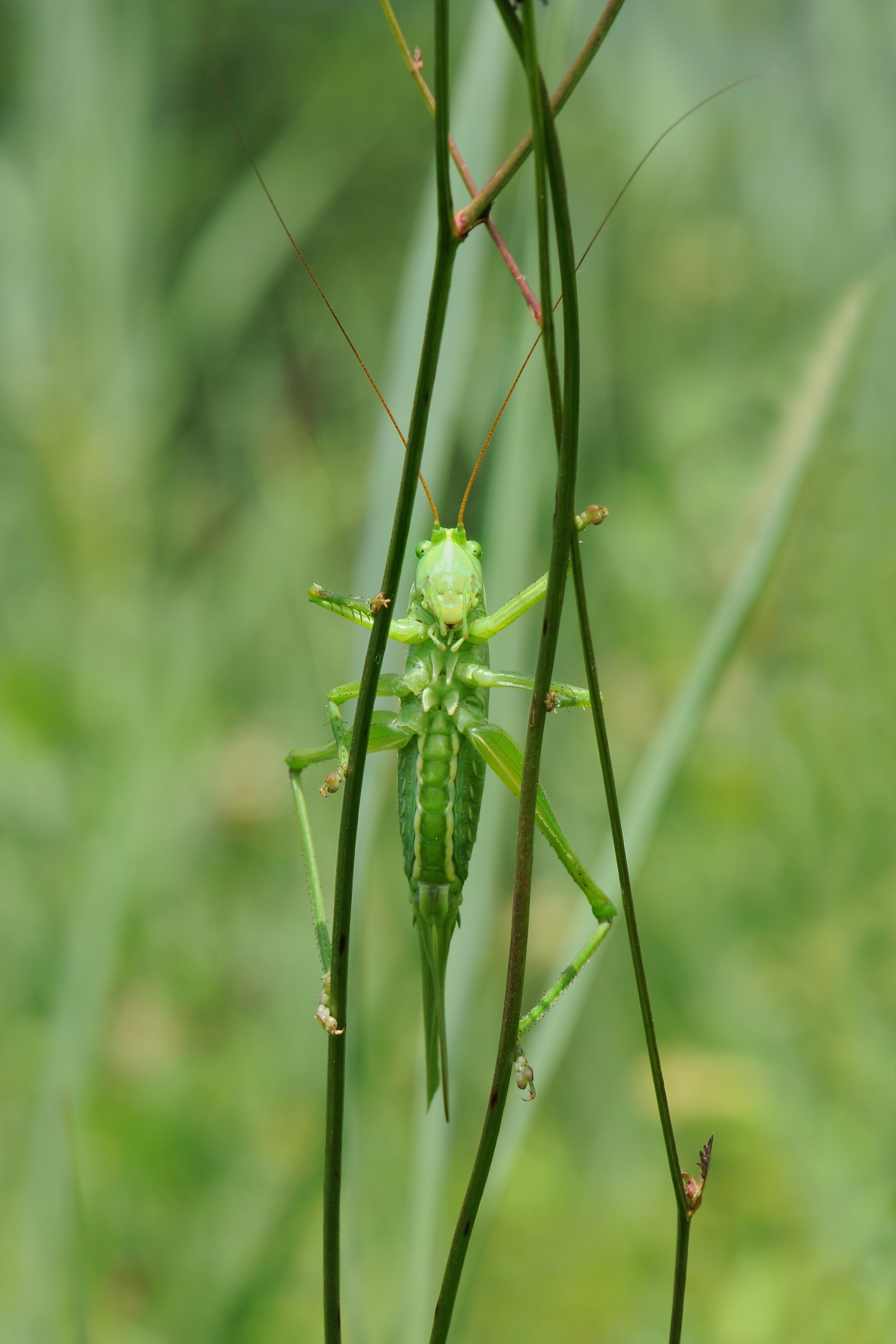
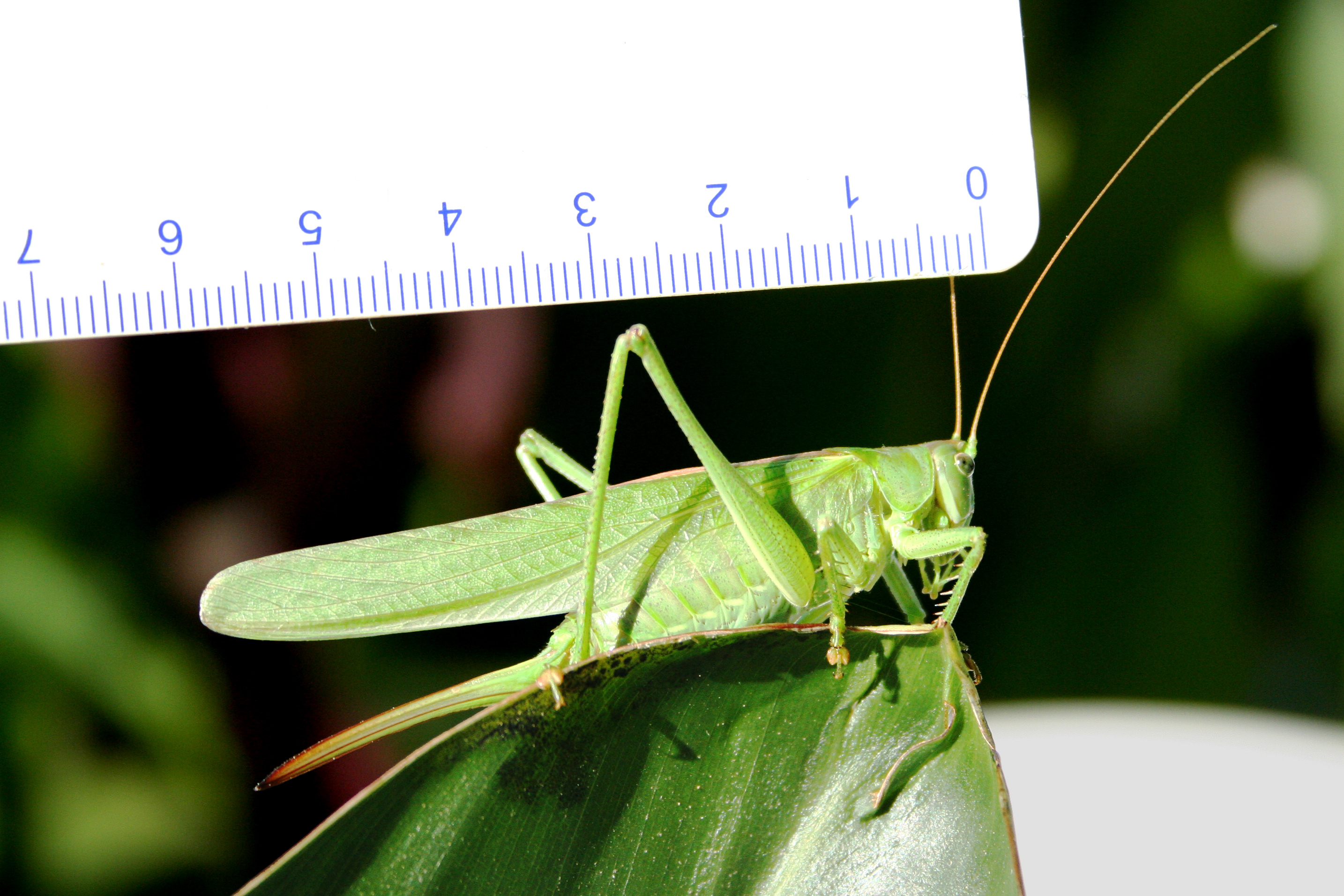
Meetlat naast sprinkhaan (vrouwtje, imago)
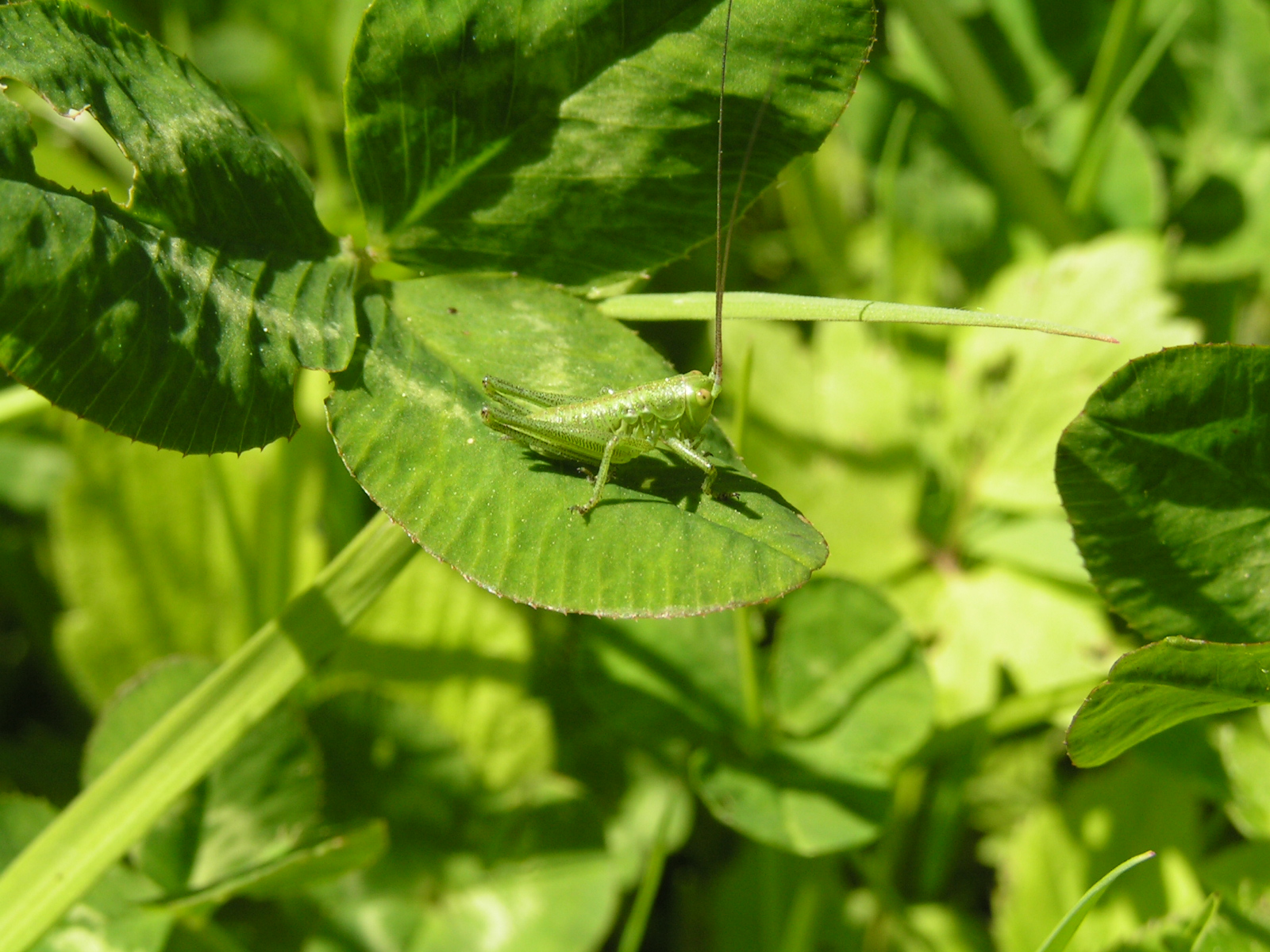
Jonge nimf
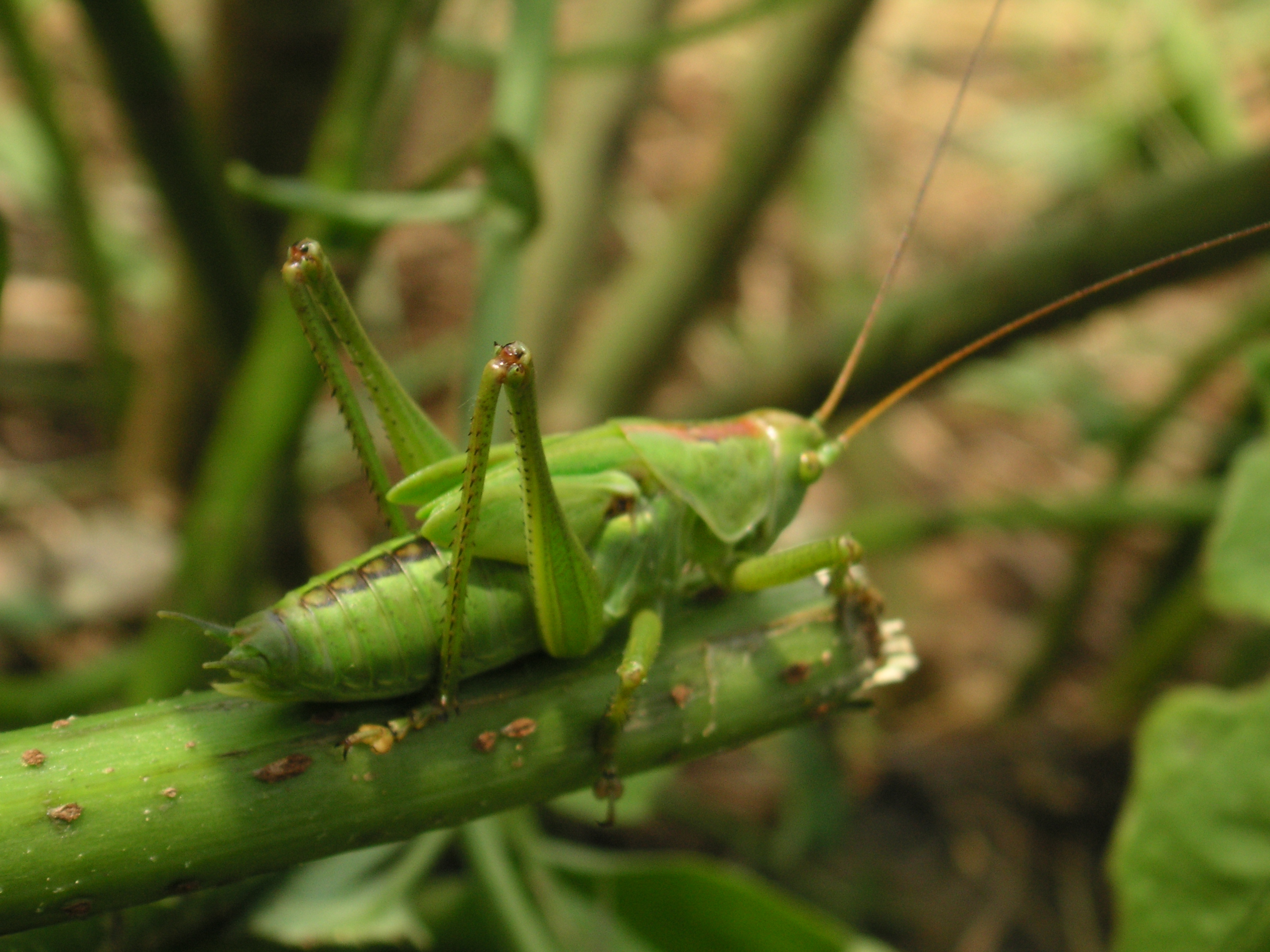
Nimf in laat statium (mannetje)
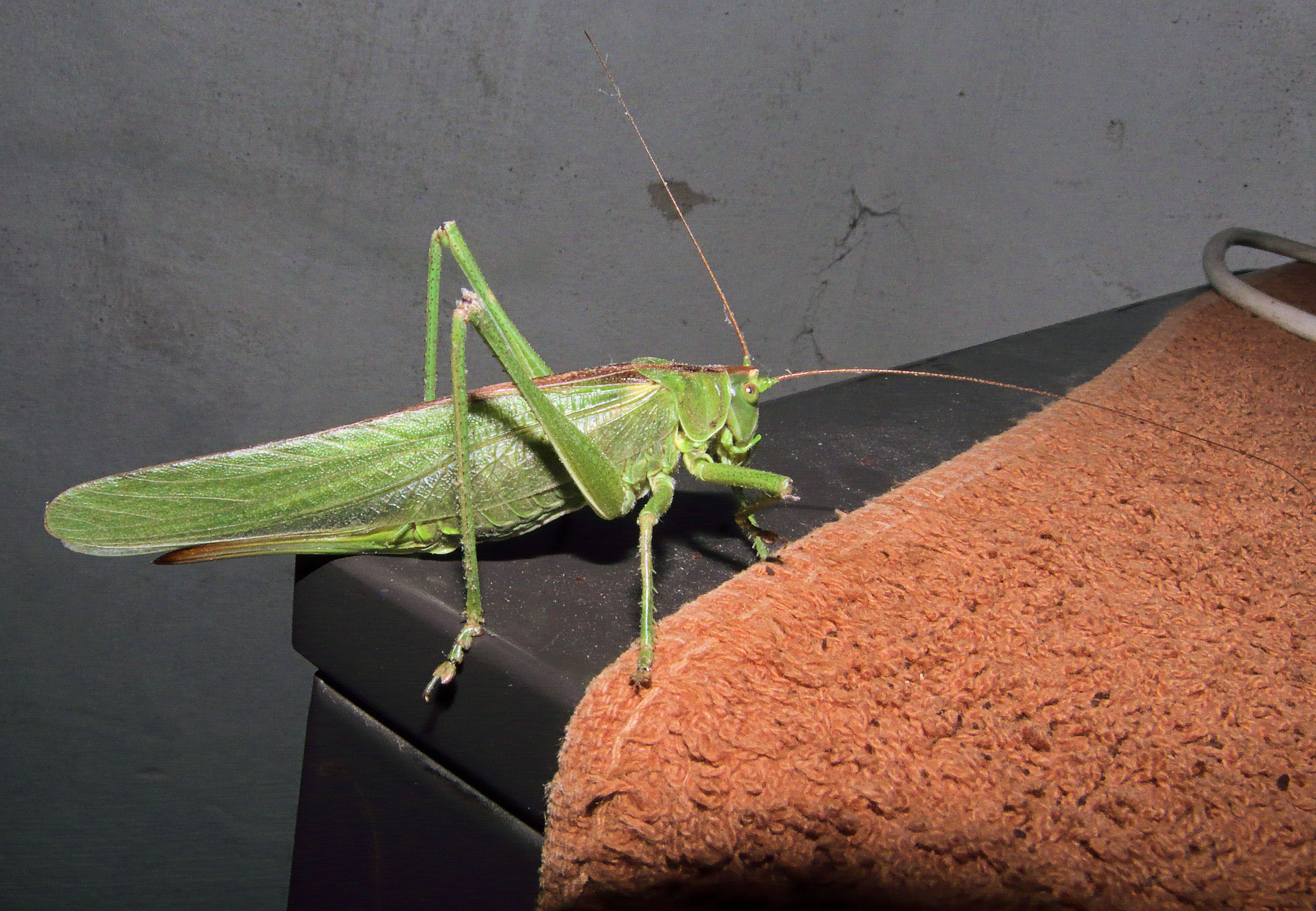
Vrouwtje (imago)
- Zang van het mannetje
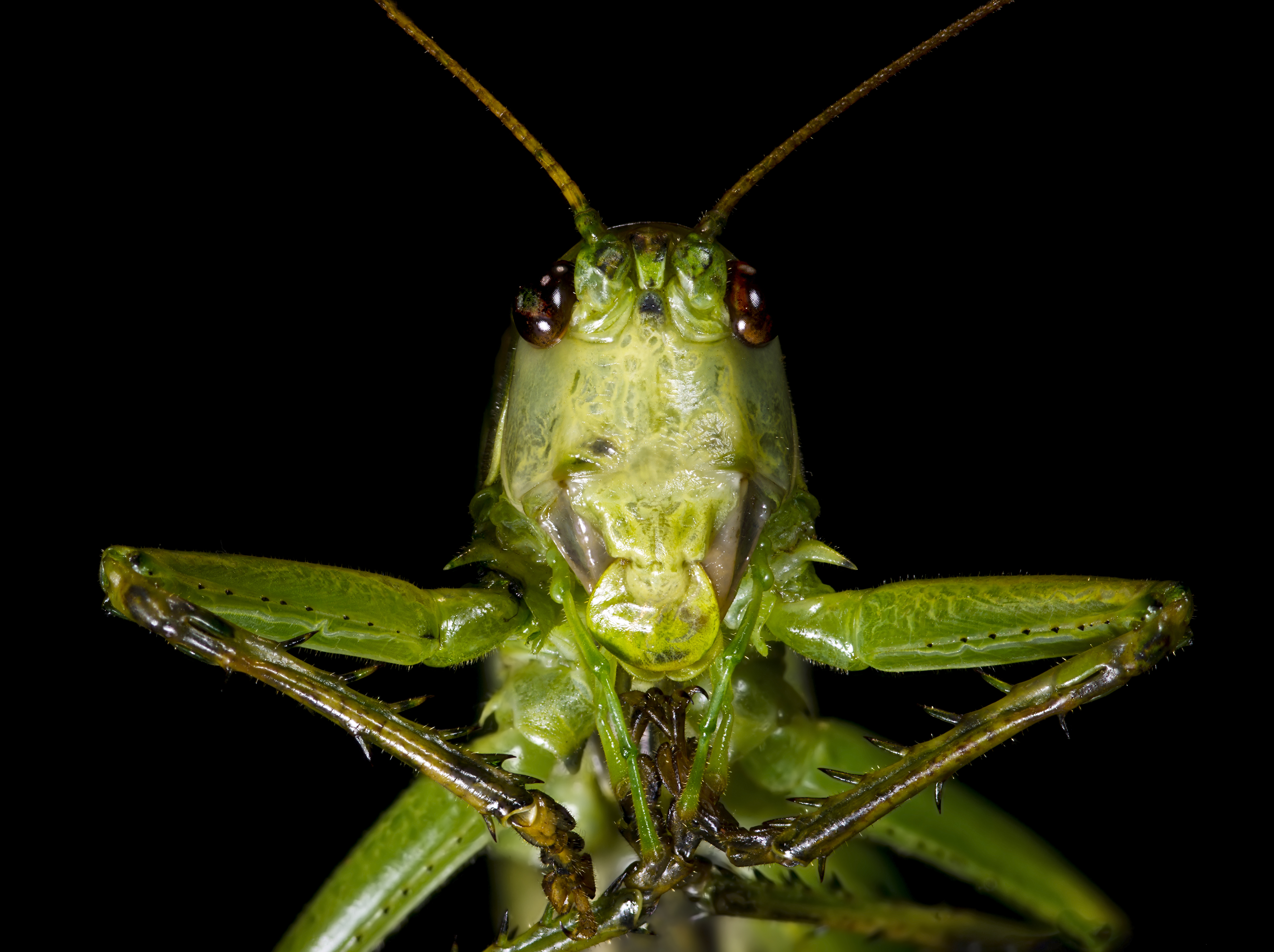
Detail van de kop